# Teluk Binjai (Teluk Meranti)
Teluk Binjai is een bestuurslaag in het regentschap Pelalawan van de provincie Riau, Indonesië. Teluk Binjai telt 1070 inwoners (volkstelling 2010).